# Arno Große
Arno Große (Lebensdaten unbekannt) war ein deutscher Fußballspieler.

## Karriere
Große gehörte dem Dresdner SC als Stürmer an, für den er in den Verband Mitteldeutscher Ballspiel-Vereine organisierten Meisterschaften die Saison 1904/05 im Gau II – Ostsachsen bestritt. Um die Meisterschaft wurde ein Entscheidungsspiel mit dem punktgleichen Mittweidaer BC notwendig, in dem sich seine Mannschaft am 16. April 1905 in Freiberg mit 4:2 durchsetzte, wie auch im Finale um die Mitteldeutsche Meisterschaft mit 3:2 gegen den Halleschen FC 1896. In der sich anschließenden Endrunde um die Deutsche Meisterschaft kam er in zwei Spielen zum Einsatz. Beim 5:3-Viertelfinalsieg über den FC Viktoria Hamburg am 28. Mai 1905 in Berlin erzielte er mit dem Treffer zum Endstand in der 84. Minute sein einziges Tor. Am 4. Juni 1905 verlor er mit seiner Mannschaft mit 2:5 in Leipzig im Halbfinale gegen den BTuFC Union 92.

## Erfolge
- Mitteldeutscher Meister 1905
- Ostsächsischer Meister 1905